# Lakier samochodowy

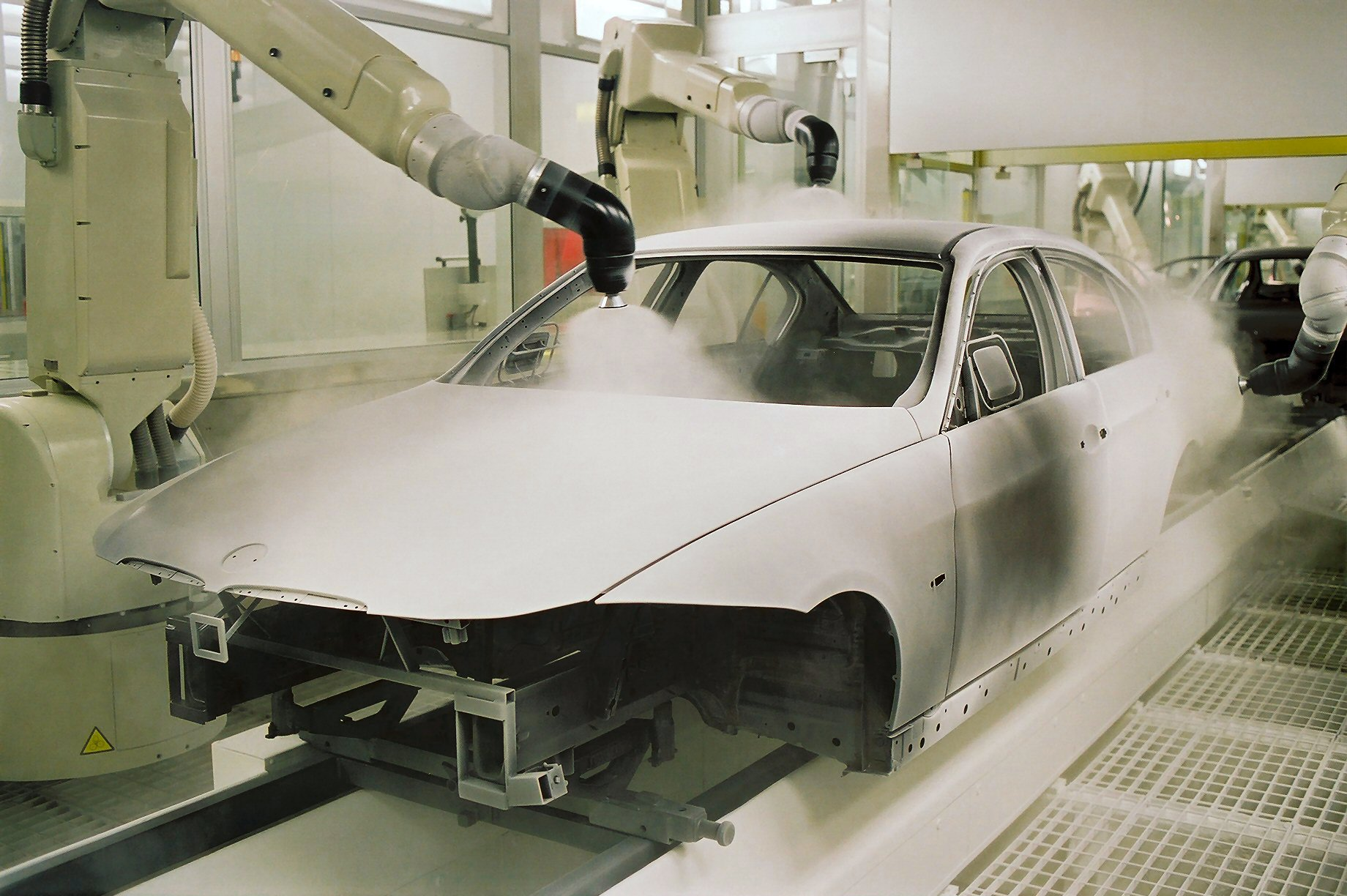
Nakładanie lakieru samochodowego

Lakier samochodowy – materiał lakierniczy, substancja powłokotwórcza stosowana w celu otrzymania gładkiej powierzchni i zabezpieczenia jej przed działaniem czynników zewnętrznych. Ma on za zadanie przede wszystkim chronić samochód przed korozją i nadać mu kolor. Lakiery samochodowe występują w szerokiej gamie kolorystycznej i najczęściej nakładane są przy pomocy specjalnych urządzeń w specjalistycznych zakładach.
Rodzaje lakierów samochodowych:
- materiał podkładowy – przygotowuje powierzchnię do przyjęcia kolejnych warstw
- warstwa malarska – nadaje kolor
- materiał nabłyszczający – zabezpiecza poprzednie warstwy oraz wydobywa głębię koloru

## Proces lakierowania
Obecnie samochody lakieruje się w specjalnych kabinach przemysłowych. Innowacje i rozwój technologiczny pozwalają na coraz szybszy, sprawniejszy i ekologiczny proces. Nowoczesne kabiny lakiernicze mają m.in. rekuperatory, centrale grzewczo-wentylacyjne, falowniki czy nawilżacze.